# Hannes Krasser
Hannes Krasser (* 19. Juni 1921 in Wien; † 30. Januar 2018 ebenda) war ein österreichischer Politiker (ÖVP) und Stadtrat in Wien.

## Leben
Hannes Krasser wurde am 19. Juni 1921 als Sohn eines Rechtsanwaltes in Wien geboren, wo er auch aufwuchs und nach dem Besuch der Volksschule auf das Bundesgymnasium Wien VI ging. An diesem legte er im März 1939 die Matura ab und rückte in weiterer Folge, um den damaligen Zulassungsbedingungen zum Hochschulstudium zu entsprechen, beim Reichsarbeitsdienst (RAD) ein. Nach dem Beginn des Zweiten Weltkrieges wurde er jedoch zur Deutschen Wehrmacht überstellt und konnte erst 1940 sein Studium der Rechtswissenschaften beginnen, ehe er im Jahre 1942 ein weiteres Mal zur Wehrmacht einberufen wurde. Nachdem er im Herbst 1945 aus der amerikanischen Kriegsgefangenschaft nach Wien zurückgekehrt war, setzte er sein Studium fort und promovierte am 19. Juli 1946 zum Doktor iuris.
Als er seine Gerichts- und Anwaltspraxis absolviert hatte, legte er im Jänner 1949 seine Rechtsanwaltsprüfung ab und trat ab Anfang Februar 1949 in die Fußstapfen seines Vaters und war als freiberuflicher Rechtsanwalt tätig. Parallel dazu engagierte er sich in der Österreichischen Volkspartei (ÖVP), vor allem im Bereich der Schulungs- und Bildungstätigkeit, und übernahm führende Funktionen im Österreichischen Arbeitnehmerinnen- und Arbeitnehmerbund (ÖABB). Dabei war er unter anderem stellvertretender Wiener Landesobmann beim ÖABB und löste dabei Wilhelm Schmied ab, der dieses Amt von der Gründung des ÖABB im April 1945 bis ins Jahre 1957 innehatte.
Krasser wurde am 29. Oktober 1965 als Ersatz für Josef Bauer in den Wiener Landtag und Gemeinderat nachnominiert und gehörte dem Landtag und Gemeinderat bis zum 9. Dezember 1987 an. Er war dabei Vertreter des ersten Wiener Gemeindebezirks bzw. des Wahlkreises Wien-Zentrum und wirkte vor allem in den Gemeinderatsausschüssen für die Städtischen Unternehmungen und das Wohlfahrtswesen. Am 6. Juni 1969 wurde Krasser in die Landesregierung Marek II als Amtsführender Stadtrat für „Verschiedene Rechtsangelegenheiten“ gewählt. Er gehörte in dieser Funktion auch den Regierungen Slavik und Gratz I an und schied am 23. November 1973 aus dem Amt. 
Er war seit 1940 Mitglied der katholischen Studentenverbindung KaV Norica Wien im ÖCV.
Er wurde am Wiener Zentralfriedhof bestattet.